# ELTE Természettudományi Kar
Az Eötvös Loránd Tudományegyetem Természettudományi Kara (rövidítve: ELTE TTK) az egyetem egyik kara. Az ELTE Természettudományi Kara vezeti a természettudományi képzéseket nyújtó intézmények rangsorát; mind oktatói kiválóság alapján, mind pedig hallgatói kiválóság tekintetében az ELTE Természettudományi Kara a legjobb természettudományi kar Magyarországon.

## Történet
Az ELTE Természettudományi Kart 1949. május 16-i hatállyal hozták létre. A természettudományok fejlesztése érdekében az ELTE Bölcsészettudományi Kar 22 tanszékéből és intézetéből hozták létre. 1949-ig Állam- és Jogtudományi, Bölcsészettudományi, Hittudományi és Orvostudományi Karral együtt működött.
Az ELTE évszázadokon keresztül tartó hagyománya, hogy a tudományok hazai és külföldi legkiemelkedőbb és legkiválóbb tudósait tiszteletbeli doktori címmel ruházza fel. A külföldi kutatók közül a múlt században Robert Wilhelm Bunsen heidelbergi és William Thomson glasgow-i professzort avatták díszdoktorrá, valamint Pierre Berthelot párizsi vegyészt, vagy a közelebbi múltból Heisenberg Nobel-díjas fizikust, Andrej Nyikolajevics Kolmogorov orosz matematikust. A magyar tudósok közül pedig Erdős Pál és Than Károly kaptak díszdoktori címet. Rajtuk kívül még Békésy György, Buchböck Gusztáv, Detre László, Egyed László, Eötvös Loránd, Fejér Lipót, Hantken Miksa, Hajós György, Hell Miksa, Hevesy György, Jánossy Lajos, Jedlik Ányos, Kitaibel Pál, Kövesligethy Radó, Krenner József, Lengyel Béla, Lóczy Lajos, Paál Árpád, Ortvay Rudolf, Rényi Alfréd, Riesz Frigyes, Soó Rezső, Szabó József, Szabó Zoltán Gábor, Szádeczky-Kardoss Elemér, Száva-Kováts József, Sztrókay Kálmán, Tangl Károly, Török Aurél, Turán Pál, és Winkler Lajos részesült díszdoktori címben.
Az ELTE TTK jelenlegi oktatói között számos Széchenyi-díjjal, Szent-Györgyi Albert-díjjal vagy más rendkívül magas és nagy presztízzsel bíró tudományos kitüntetéssel rendelkező professzor található. Lovász László matematikus 1999-ben Wolf-díjat, 2010-ben Kyoto-díjat kapott, 2021-ben pedig Abel-díjban részesült e három díjat a Nobel-díjjal tartják teljesen egyenrangúnak (matematikából nem osztanak Nobel-díjat).
Az ELTE TTK-n hét szakterületen 5 intézet működik, illetve egy oktatási szervezeti egység tartozik a dékán közvetlen irányítása alá.
A Biológiai Intézet 12 tanszéket foglal magába. Ezen felül szakmódszertani csoport is tartozik az intézethez. A Biológiai Intézet a legváltozatosabb képzést és kutatási profilt kínálja a hallgatók számára. Az oktatási profilba a biológia, valamint természetismeret-környezettan tanárok, biológusok, környezettudósok, gyógyszerészek, pszichológusok, mérnök-biológusok képzése tartozik. A fő kutatási területek közé az antropológia, fehérje- és géntechnológia, neurofiziológia, etológia, molekuláris sejtbiológia, immunológia, környezeti mikrobiológia, ökológia, növénybiológia és állat- és növényrendszertan tartozik.
2023-ban Krausz Ferenc, az ELTE-TTK egykori hallgatója, Nobel-díjban részesült.

## Képzések

### Alapszakok
- biológia
- fizika
- földrajz
- földtudományi
- kémia
- környezettan
- matematika

### Mesterszakok
- alkalmazott matematikus
- anyagtudomány (angol nyelven)
- biológus (magyar nyelven)
- biológus (angol nyelven)
- biotechnológia
- csillagász
- fizikus (magyar nyelven)
- fizikus (angol nyelven)
- geofizikus
- geográfus
- geológus
- környezettudomány (angol nyelven)
- matematikus
- meteorológus
- vegyész (magyar nyelven)
- vegyész (angol nyelven)

### Osztatlan képzések
- Természettudomány-környezettan tanárszak

## Intézetek
| Intézet                            | Tanszék |
| ---------------------------------- | --- |
| Biológiai Intézet                  | Anatómiai, Sejt. és Fejlődésbiológiai Tanszék Állatrendszertani és Ökológiai Tanszék Biokémiai Tanszék Embertani Tanszék Etológiai Tanszék Élettani és Neurológiai Tanszék Genetikai Tanszék Immunológiai Tanszék Mikrobiológiai Tanszék Növényélettani és Molekuláris Növénybiológiai Tanszék Növényrendszertani, Ökológiai és Elméleti Biológiai Tanszék Növényszervezettani Tanszék Biológiai Szakmódszertani Csoport |
| Fizikai Intézet                    | Anyagfizikai Tanszék Atomfizikai Tanszék Biológiai Fizika Tanszék Elméleti Fizikai Tanszék Komplex Rendszerek Fizikája Tanszék |
| Földrajz- és Földtudományi Intézet | Környezet- és Tájföldrajzi Tanszék Regionális Tudományi Tanszék Társadalom- és Gazdaságföldrajzi Tanszék Természetföldrajzi Tanszék Földrajz Szakmódszertani Tanszék Általános és Alkalmazott Földtani Tanszék Ásványtani Tanszék Csillagászati Tanszék Geofizikai és Űrtudományi Tanszék Kőzettan-Geokémiai Tanszék Meteorológiai Tanszék Őslénytani Tanszék                                                            |
| Kémiai Intézet                     | Analitikai Kémia Tanszék Fizikai Kémiai Tanszék Szerves Kémiai Tanszék Szervetlen Kémiai Tanszék |
| Matematikai Intézet                | Algebra és Számelmélet Tanszék Alkalmazott Analízis és Számításmatematikai Tanszék Analízis Tanszék Geometriai Tanszék Matematikatanítási és Módszertani Központ Operációkutatási Tanszék Számítógéptudományi Tanszék Valószínűségelméleti és Statisztika Tanszék |

## Szervezet

### A kar vezetése
A kart a dékán és a dékánhelyettesek vezetik.
| Títulus          | Név                       |
| ---------------- | ------------------------- |
| Dékán            | Kacskovics Imre           |
| Dékánhelyettesek | Müller Viktor Túri László |

### Dékánjai
A kar dékánjai időrendben a következők:
- Buzágh Aladár: 1949–1950
- Hajós György: 1950–1951
- Erdey-Grúz Tibor: 1950–1951
- Kárteszi Ferenc: 1951–1954
- Fuchs László: 1954–1956
- Mödlinger Gusztáv: 1953–1958
- Lengyel Sándor: 1958–1961
- Nagy Károly: 1961–1966
- Sztrókay Kálmán: 1967–1968
- Egyed László: 1966–1967 és 1968–1970
- Kátai Imre: 1970–1977
- Kubovics Imre: 1977–1983
- Medzihradszky Kálmán: 1983–1989
- Klinghammer István: 1989–1990
- Kiss Ádám: 1990–1997
- Benczúr András: 1997–2001
- Láng Ferenc: 2001–2005
- Michaletzky György: 2005–2012
- Surján Péter: 2012–2018
- Sziklai Péter: 2018–2019
- Kacskovics Imre:[10] 2019–jelen

## Ismertebb oktatók
Az ismertség az alapján lett meghatározva, hogy az adott oktató rendelkezik-e Wikipédia oldallal vagy sem:
| Intézet                            | Oktató |
| ---------------------------------- | --- |
| Biológiai Intézet                  | Balogh János, Bozó Csaba, Csuzdi Csaba, Dudich Endre, Erdei Anna, Gergely János, Kacskovics Imre, Lőw Péter, Miklósi Ádám, Szabó Rebeka, Szathmáry Eörs |
| Fizikai Intézet                    | Barna B. Péter, Csabai István, Csanád Máté, Dávid Gyula, Derényi Imre, Eötvös Loránd, Fényes Imre, Frei Zsolt, Fröhlich Izidor, Holics László, Horváth Zalán, Jánossy Lajos, Jedlik Ányos, Jeszenszky Ferenc, Kapuy Ede, Károlyházy Frigyes, Kiss Ádám, Kuti Gyula, Ladányi Károly, Marx György, Mezei Ferenc, Nagy Elemér, Nagy Károly, Nagy Kázmér, Németh Judit, Novobátzky Károly, Ortvay Rudolf, Palla Gergely, Pásztor Gabriella, Patkós András, Rácz Zoltán, Radnai Gyula, Raffai Péter, Sas Elemér, Sólyom Jenő, Szalay A. Sándor, Szépfalusy Péter, Takács Gábor, Tisza László, Trócsányi Zoltán, Veres Gábor, Vicsek Tamás, Zimányi József |
| Földrajz- és Földtudományi Intézet | Ambrózy Pál, Balázs Béla, Barta György, Bartholy Judit, Dunkel Zoltán, Egyed László, Érdi Bálint, Gábris Gyula, Galsa Attila, Géczy Barnabás, Haas János, Hevesi Attila, Horváth Ferenc, Irmédi-Molnár László, Karátson Dávid, Kubovics Imre, Leél-Őssy Szabolcs, Marik Miklós, Márton Péter, Mártonné Szalay Emőke, Meskó Attila, Nagy Béla, Ősi Attila, Sárfalvi Béla, Stegena Lajos, Szécsényi-Nagy Gábor |
| Kémiai Intézet                     | Garzó Tamásné Bernáth Gabriella, Hudecz Ferenc, Medzihradszky Kálmán, Perczel András, Vértes Attila |
| Matematikai Intézet                | Beck József, Demetrovics János, Freud Géza, Hajnal András, Hajós György, Harnos Zsolt, Karátson János, Komjáth Péter, Michaletzky György, Reiman István, Simonovits Miklós, Urbán János, Szász Domonkos, Szőnyi Tamás, T. Sós Vera, Sziklai Péter, Varga László |

## Kutatók
A következő lista az ismertebb kutatókat tartalmazza. Az ismertség a Google Tudós idézetek alapján lett megállapítva.
| Idézetek száma | Kutató |
| -------------- | --- |
| 100 000 felett | Pásztor Gabriella (FI), Veres Gábor (FI) |
| 50 000–100 000 | Csabai István (FI), Farkas Ödön (KI), Lovász László (MI), Vicsek Tamás (FI), Frei Zsolt (FI), Raffai Péter (FI) |
| 10 000–50 000  | Csanád Máté (FI), Gondán László, Dálya Gergely, Miklósi Ádám (BI), Katz Sándor, Kovács Attila Lajos, Derényi Imre (FI), Császár G. Attila, Nepusz Tamás, Takács-Vellai Krisztina, Marschalkó Gábor, Palla Gergely (FI) |
| 5000–10 000    | Lőw Péter (BI), Fogarasi Géza (KI) |
| 1000–5000      | Sohár Pál, Józsi Mihály, Kubinyi Enikő, Knapp Dániel, Vattay Gábor, Furtenbacher Tibor, Kuzmann Ernő, Szabó Csaba, Kardos József, Salma Imre, Kovács Mihály, Standovár Tibor, Groma István, Molnár Péter               |

(BI = Biológiai Intézet, FI = Fizikai Intézet, FFI = Földrajz- és Földrajztudományi Intézet, KI = Kémiai Intézet, MI = Matematikai Intézet)

## Ismertebb hallgatók
- Ács József költő
- Aczél János matematikus
- Aigner Szilárd meteorológus
- Ajtai Miklós matematikus
- Andrásfai Béla matematikus
- Andréka Hajnal matematikus
- Arató Gergely matematikus
- Árok Antal pedagógus
- Babai László matematikus
- Balog Gábor operatőr
- Balogh János, biológus (1935, biológia, PhD)
- Baranyai Zsolt matematikus
- Bárdos György pszichofiziológus
- Beke Emanuel matematikus
- Bereznai Gyula matematikus
- Béres Dániel filmrendező
- Bergou János fizikus
- Bezdek Károly matematikus
- Bollobás Béla matematikus
- Bóna Miklós matematikus
- Borsos Balázs etnográfus
- Császár Ákos matematikus
- Csiszár Imre matematikus
- Csörnyei Marianna matematikus
- Csuzdi Csaba, biológus (1984, biológia)
- Dukán András Ferenc politikus
- Elekes György matematikus
- Esterházy Péter író
- Gegesy Ferenc politikus
- Grandpierre Attila csillagász
- Hack Frigyes informatikus
- Hámori József biológus
- Herczeg János (újságíró (1956, matematika-fizika)
- H. Bóna Márta meteorológus
- Hubert Tibor festőművész
- Jávor Benedek, politikus (2006, biológia, PhD)
- Jeszenszky Ferenc fizikus
- Juhász Árpád geológus
- Juhász Pál közgazdász
- Juhász-Nagy Pál, biológus (1957, biológia és kémia)
- Kampis György, biológus (1988, biológia)
- Klafszky Emil matematikus
- Kollányi Ágoston, rendező (1971, biológia)
- Kollár János fizikus
- Kozsik Tamás informatikus
- Krausz Ferenc Nobel-díjas fizikus
- Kubinyi Enikő, etológus (2004, etológia PhD)
- Mischinger Péter informatikus
- Monspart Sarolta sportoló
- Németh Lajos meteorológus
- Pártai Lucia meteorológus
- Perge Imre informatikus
- Piláth Károly fizikus
- Podani János, biológus (biológia)
- Rák József operatőr
- Reisz András meteorológus
- Rudas Tamás matematikus, statisztikus és szociológus (1978 matematika)
- Solymosi Katalin, biológus (2005, biológia PhD)
- Sólyom Jenő fizikus
- Szabó Rebeka biológus és politikus
- Szabó Szabolcs politikus
- Szécsényi-Nagy Gábor csillagász
- Titkos Ervin meteorológus
- Tölgyesi Ágnes, rendező (1980, biológia)
- Varga László matematikus
- Véber István meteorológus
- Vida Gábor, biológus (1957, biológia és kémia)
- Vissy Károly meteorológus

## Konferenciák
- International Mineralogical Association